# 栄光の60年!勝利の方程式
東映アニメーション創立60周年特集 栄光の60年!勝利の方程式（とうえいアニメーションそうりつ60しゅうねんとくしゅう えいこうの60ねん!しょうりのほうていしき）は、アニメ専門チャンネルアニマックスで2016年7月30日（土曜日）18:00  - 31日（日曜日）23:00にかけて放送された超長時間特別番組。
アニマックスが毎年夏に実施している恒例のマラソン編成番組。2016年7月に東映アニメーションが創立60周年となったのを記念し、29時間にわたり、創立時から現在に至るまでの、東映アニメーションの名作を劇場版作品やテレビスペシャルを中心に33本を放送するほか、スタジオパートでは各テーマに沿ったバラエティ番組を展開。
番組のメインMCは杉浦太陽、ケンドーコバヤシ、でんぱ組.incが担当する。また、放送中には東映アニメ作品に関わった声優60名のお祝いコメントも随時放送。

## タイムスケジュール
| 時刻           | 企画名/放送作品名                          | ゲスト出演者                               | 放送内容 |
| -------------- | ------------------------------------------ | ------------------------------------------ | --- |
| 7月30日 土曜日 |                                            |                                            | |
| 18:00          | オープニング                               |                                            | |
| 18:20          | ドラゴンボール声優座談会                   | 野沢雅子、堀川りょう                       | 悟空役の野沢とベジータ役の堀川をゲストに迎え、『ドラゴンボール』の魅力を紐解いていく                                                                                   |
| 18:40          | ドラゴンボールZスペシャル                  |                                            | 「たったひとりの最終決戦〜フリーザに挑んだZ戦士 孫悟空の父〜」 |
| 19:40          | ワンピース声優座談会                       | 田中真弓、山口勝平                         | ルフィ役の田中とウソップ役の山口をゲストに迎え、「『ワンピース』が不動の地位を築いたワケはなぜなのか」をテーマにトークする                                             |
| 20:00          | ワンピース スペシャル                      |                                            | 「麦わらのルフィ親分捕物帖」 |
| 20:55          | ロボットアニメ実現化に挑む                 | 前田建設工業ファンタジー営業部             | 『マジンガーZ』の地下格納庫を実際に建設するといくらになるのか、前田建設工業ファンタジー営業部が実際に見積もる                                                          |
| 21:10          | ゲッターロボ                               |                                            | 第22話「悲劇のゲッターQ（クイーン）」 |
| 21:40          | 鋼鉄ジーグ                                 |                                            | 第19話「甦れ!! 運命のハニワ幻人」 |
| 22:10          | 大空魔竜ガイキング                         |                                            | 第27話「南十字星に誓う」 |
| 22:40          | 惑星ロボ ダンガードA                       |                                            | 第53話「愛! それは哀しく美しく」 |
| 23:10          | お宝グッズ鑑定隊                           | 秋葉勝教（フォレスト玩具店長）、なべやかん | 秋葉となべをゲストに、東映アニメーション作品のお宝グッズを鑑定する |
| 23:25          | マジンガーZ対暗黒大将軍                    |                                            | |
| 7月31日 日曜日 |                                            |                                            | |
| 0:20           | キン肉マン 決戦!!七人の超人VS宇宙野武士    |                                            | |
| 1:45           | 水木しげると妖怪たちの世界                 | 京極夏彦、清水慎治（東映アニメーション）   | 水木しげると『ゲゲゲの鬼太郎』の魅力を京極と清水が語り合う |
| 2:00           | ゲゲゲの鬼太郎（第1作）                    |                                            | 第19話「吸血木」 |
| 2:30           | ゲゲゲの鬼太郎（第2作）                    |                                            | 第37話「地相眼」 |
| 3:00           | ゲゲゲの鬼太郎（第3作）                    |                                            | 第6話「地獄行!幽霊電車!!」 |
| 3:30           | 70年代を支えたビッグ2                      | 原口正宏                                   | 東映アニメーション70年代を支えた原作者、永井豪と松本零士とその影響について原口が解説                                                                                   |
| 3:45           | RE:キューティーハニー                      |                                            | 第1話「天の巻」 |
| 4:40           | 東映アニメーション60年の歴史               |                                            | 東映アニメーションの60周年の歴史に迫ると共に、森下孝三会長へのインタビューも放送                                                                                       |
| 5:00           | キャプテン・フューチャー                   |                                            | 第1話「宇宙帝王あらわる」 |
| 5:30           | 狼少年ケン                                 |                                            | 第14話「ジャングル最大の作戦」 |
| 6:00           | ポッピンQ特集                              | P.IDL                                      | 60周年記念作品として冬公開予定の劇場アニメ『ポッピンQ』を特集。P.IDLによる主題歌スタジオライブも放送                                                                   |
| 6:10           | とんがり帽子のメモル                       |                                            | 第3話「赤いリボンの小さなヘビ」 |
| 6:40           | も〜っと!おジャ魔女どれみ                  |                                            | 第45話「みんなで!メリークリスマス」 |
| 7:10           | ふたりはプリキュア                         |                                            | 第42話「二人はひとつ! なぎさとほのか最強の絆」 |
| 7:40           | 憧れのヒロイン                             | 原西孝幸（FUJIWARA）                       | 東映アニメーションがこれまでに生み出してきたヒロインの魅力を紐解くと共に、『プリキュアシリーズ』のファンである原西とでんぱ組.incの成瀬瑛美がプリキュア大好き自慢を展開 |
| 7:57           | 美少女戦士セーラームーンSuperS スペシャル! |                                            | |
| 8:55           | 魔法使いサリースペシャル                   |                                            | 「母の愛は永遠に!オーロラの谷にこだまする悲しみの魔女の叫び!」 |
| 9:50           | 社会現象になったアニメたち                 | 品田英雄                                   | 東映アニメ作品から生み出された流行や社会現象を品田が解説 |
| 10:05          | Dr.スランプ アラレちゃん スペシャル        |                                            | 「ペンギン村英雄伝説」 |
| 11:05          | ドクタースランプ スペシャル                |                                            | |
| 12:00          | 格闘スポーツアニメの原点                   | 真壁刀義（新日本プロレス）                 | 真壁をゲストに、プロレスアニメの金字塔『タイガーマスク』とはどんなアニメだったか、またタイガーマスクの体の鍛え方や必殺技の秘密などを探る                               |
| 12:12          | タイガーマスク                             |                                            | 最終回「去りゆく虎」 |
| 12:42          | 蒼き伝説シュート!（劇場版）                |                                            | |
| 13:12          | スラムダンク                               |                                            | スペシャル「決意の湘北バスケ部」 |
| 14:10          | アニソンSPメドレー                         | ささきいさお                               | ささきとでんぱ組.incが東映アニメーションのアニメ主題歌を歌う |
| 14:27          | 一休さん                                   |                                            | スペシャル「母への贈りものと一休の怒り」 |
| 15:25          | 銀河鉄道999                                |                                            | スペシャル「永遠の旅人エメラルダス」 |
| 16:25          | 地獄先生ぬ〜べ〜                           |                                            | 第1話「恐怖の新学期!謎の鬼の手」 |
| 16:55          | ヒーロー徹底解剖!                          |                                            | 『東映アニメーションのヒーローはなぜ憧れの存在に』をテーマに杉浦太陽が解説                                                                                             |
| 17:10          | デビルマン<HDリマスター>                   |                                            | 最終回「妖獣ゴッド 神の奇蹟」 |
| 17:40          | 夢戦士ウイングマン                         |                                            | 最終回「さよならアオイまた会う日まで」 |
| 18:10          | トリコ 3D 開幕!グルメアドベンチャー!!      |                                            | |
| 19:00          | 聖闘士星矢 邪神エリス                      |                                            | |
| 19:55          | ワンピース FILM GOLD特集                   | 田中真弓、山口勝平                         | 2016年7月公開の『ONE PIECE FILM GOLD』を田中、山口やゲスト出演したケンドーコバヤシと共に見所を紹介                                                                     |
| 20:10          | ワンピース スペシャル                      |                                            | ルフィ落下!秘境・海のヘソの大冒険 |
| 21:10          | フィナーレ〜勝利の方程式〜                 |                                            | |
| 21:10          | デジモンアドベンチャー tri.                |                                            | 第1章「再会」 |

### コメント出演声優
※登場予定順。野沢雅子と神谷浩史のみ2回放送。
- 銀河万丈
- 野沢雅子
- 中尾隆聖
- 塩屋浩三
- 大谷育江
- 中井和哉
- 山口勝平
- 置鮎龍太郎
- 野中藍
- 藤井ゆきよ
- 前田愛
- 富沢美智恵
- 沢城みゆき
- 松野太紀
- 中川亜紀子
- 田中秀幸
- 堀秀行
- 皆川純子
- 三田ゆう子
- 桑島法子
- 広橋涼
- 荒川美穂
- 野島健児
- 島田敏
- 小野坂昌也
- 神谷浩史
- 瀬戸麻沙美
- 種﨑敦美
- 井澤詩織
- 黒沢ともよ
- 三石琴乃
- 大原さやか
- 古谷徹
- 山本百合子
- 佐藤利奈
- 小山茉美
- 皆口裕子
- 杉山佳寿子
- 古川登志夫
- 久川綾
- 田中亮一
- 柴田秀勝
- 森田成一
- 草尾毅
- 緑川光
- 國府田マリ子
- 野田圭一
- 浅野真澄
- 小澤亜李
- 村中知
- 小松由佳
- 渡辺菜生子
- 堀川りょう
- 庄司宇芽香
- 山村響
- 岡村明美
- チョー
- 山口由里子
- 矢尾一樹
- 田中真弓